# Zu (rodzaj)
Zu – rodzaj morskich, głębinowych ryb strojnikokształtnych z rodziny wstęgorowatych (Trachipteridae).

## Klasyfikacja
Gatunki zaliczane do tego rodzaju:
- Zu cristatus – wstęgor grzywiasty[3]
- Zu elongatus

Gatunkiem typowym jest Trachypterus cristatus (Z. cristatus).